# Gavi
Gavi (/ˈɡavi/, pronunciato [ˈɡaː(v)i] o [ˈɡɒː(v)i] in ligure, Gavi [ˈɡɑvɪ] in piemontese), in passato noto anche come Gavi Ligure, è un comune italiano di 4 350 abitanti della provincia di Alessandria in Piemonte, situato sulla destra del torrente Lemme alla confluenza con il rio Neirone. A pochi minuti da Novi Ligure, dista circa 40 km da Alessandria, 60 km da Genova e 140 km da Torino.
Il comune dà il nome all'omonimo Cortese di Gavi DOCG.

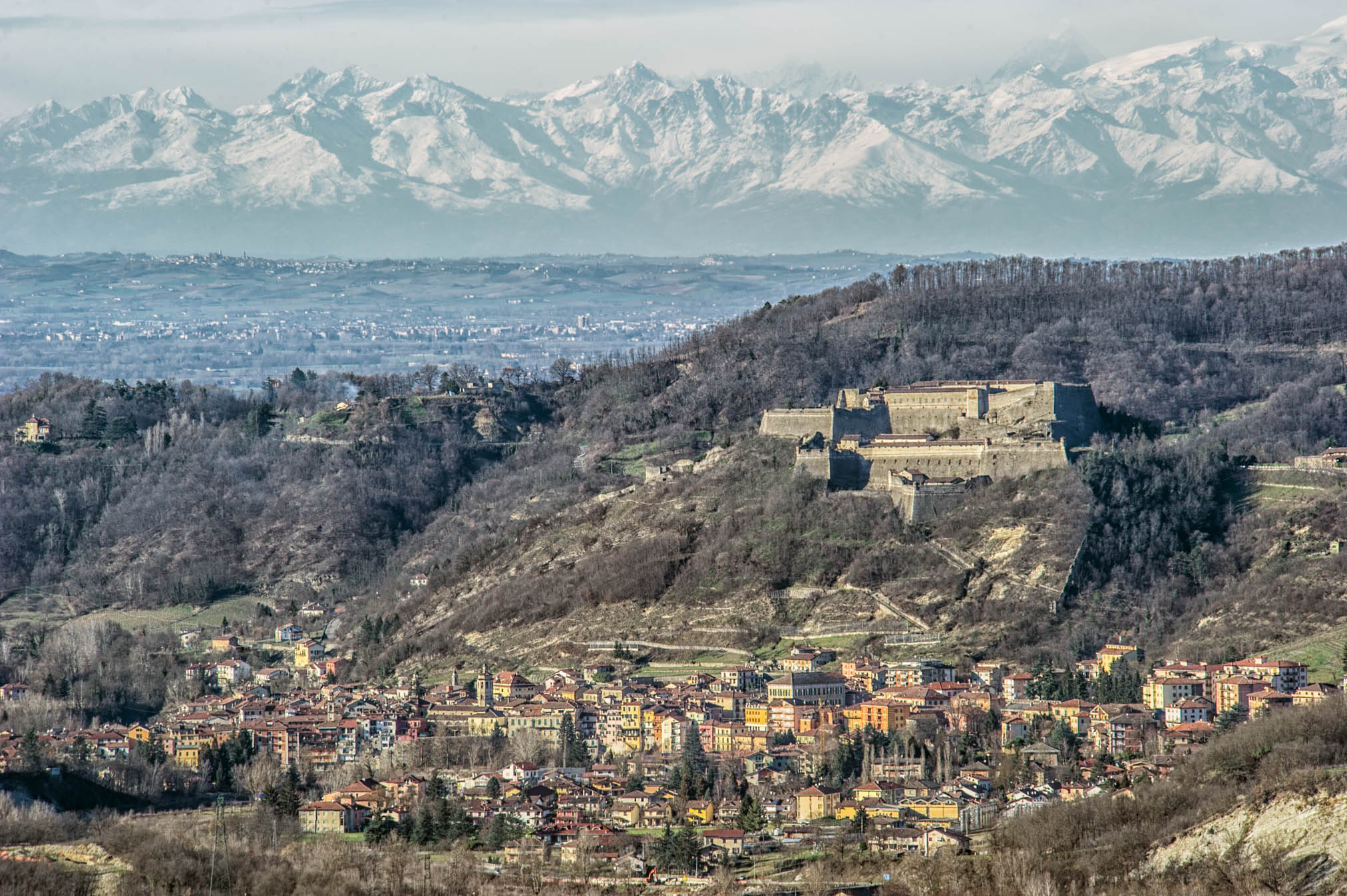
Panorama di Gavi visto da Carrosio

## Storia

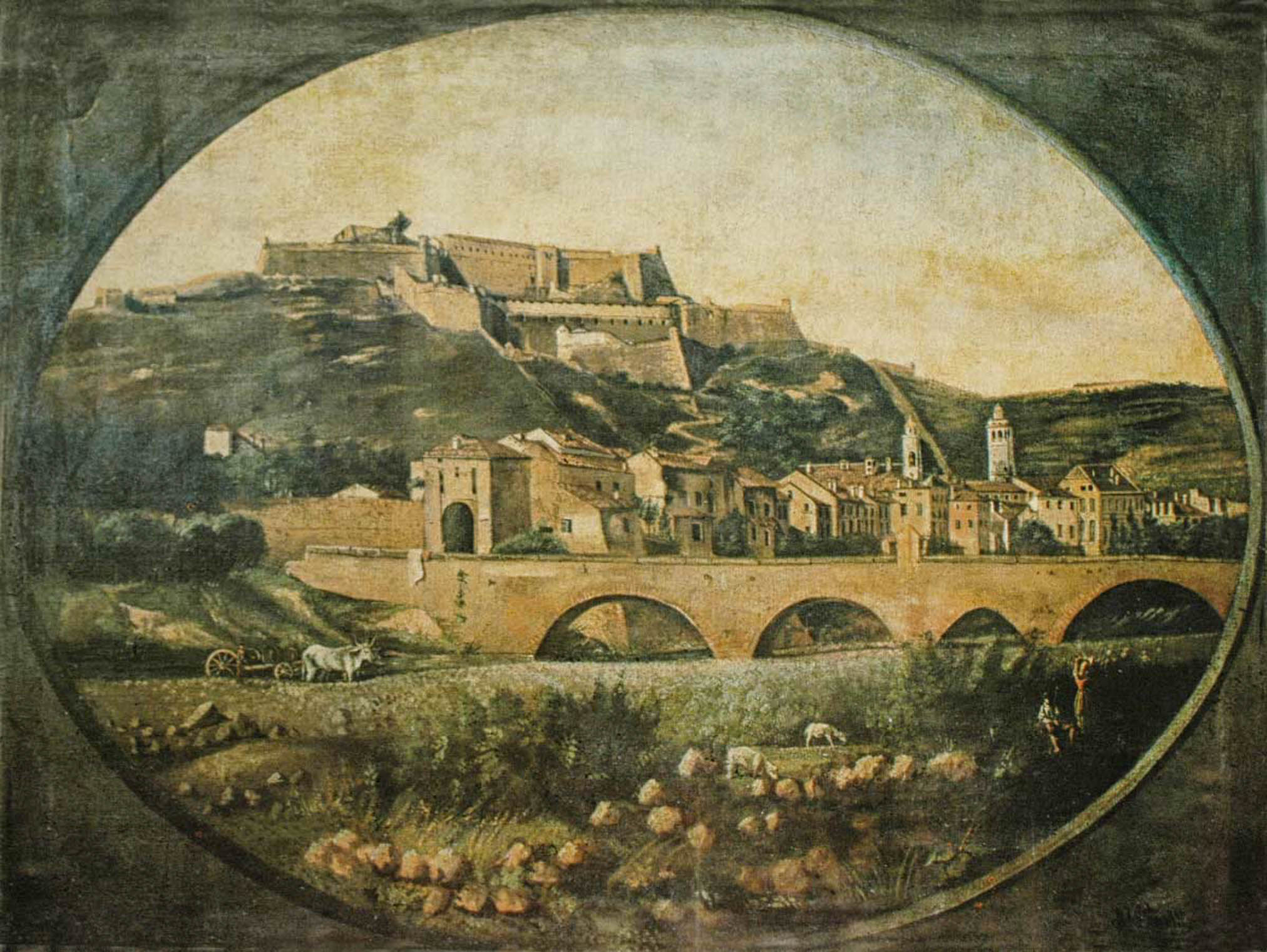
Quadro che rappresenta Gavi e il suo Forte dei primi del 900 olio su tavola.

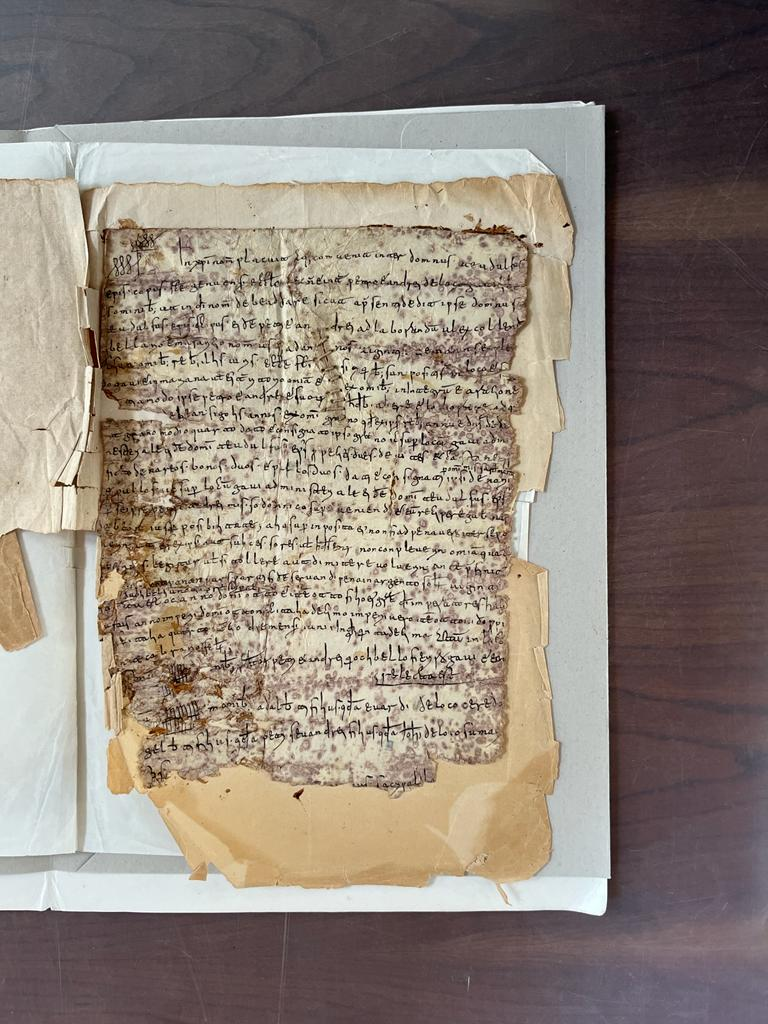
Il primo documento scritto, conservato presso l'Archivio di Stato di Genova, risale al 972.

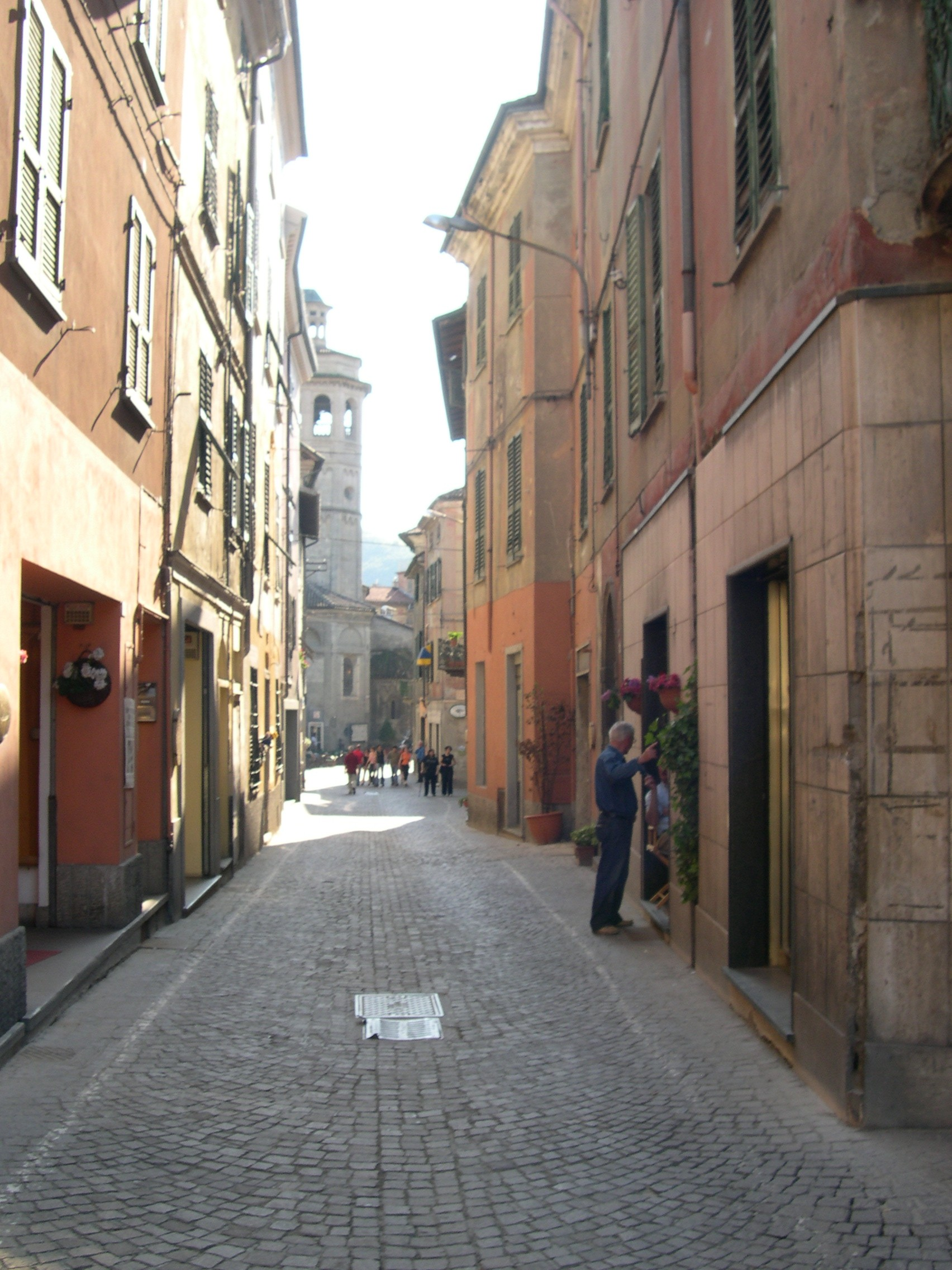
Via Goffredo Mameli

Ritrovamenti di reperti in pietra levigata fanno risalire la presenza dell'uomo nelle terre di Gavi a oltre 2000 anni fa. Il nome deriva probabilmente dall'esistenza della stazione neolitica di Cavatium da cui il latino Gavium. Si ritiene che Gavi ospitasse un presidio romano a difesa della via Postumia.
Dopo la caduta dell'Impero romano d'Occidente fu occupato da una tribù gota che forse gli diede il nome (dall'antico germanico gau, tribù e sede della tribù , che al genitivo fa esattamente gawi), poi anche dagli ungari e dai saraceni e secondo la leggenda, una loro principessa, Gavia (o Gavina), avrebbe stabilito la propria dimora nel castello del luogo. Pare fosse di origine francese ed infatti la più vecchia via del borgo sotto il castello si chiama Monserito (da Mon Cheri).
Il primo documento ufficiale che menziona Gavi risale all'anno 972 ed è conservato nell'Archivio di Stato di Genova.
Notizie storiche certe sul Castello di Gavi si hanno verso l'anno Mille. In quel periodo Gavi apparteneva alla famiglia degli Obertenghi. Da questi discese il ramo di marchionato che dal XII secolo assunse il titolo di Marchesi di Gavi, alleati del Barbarossa, che possedeva una parte del castello e che pare qui si rifugiò dopo la battaglia di Legnano. L'Imperatore ritenne più prudente rifugiarvi la famiglia quando tornò in Italia nel 1177 per recarsi a Venezia. La città entrò ben presto nelle mire della Repubblica di Genova per la sua posizione strategica nell'entroterra ligure, sulle più importanti vie di comunicazione verso la pianura padana.
Nel 1202, il comune fu formalmente ceduto alla Repubblica di Genova. Passato sotto il dominio dei Visconti, salvo una breve parentesi francese, e in seguito ai Guasco di Alessandria, tornò in mano genovese nel 1528, con l'avvento al potere di Andrea Doria. Per lungo periodo Gavi rimase sotto la dominazione della Repubblica di Genova.
Data la sua strategica posizione di confine, Gavi ed in particolar modo la sua fortezza si trovarono coinvolte nella maggior parte dei conflitti che interessavano la Repubblica ed il confinante Ducato di Savoia, poi Regno di Sardegna. Durante l'epoca napoleonica il Forte fu occupato dall'esercito francese, nelle cui file militava tra gli altri Ugo Foscolo. La mattina del 17 agosto 1799 a Gavi avvenne un breve combattimento fra i resti dell'esercito francese in ritirata dopo la disastrosa battaglia di Novi del 15 agosto e l'avanguardia russa, durante la campagna italiana di Suvorov e 130 francesi furono catturati.

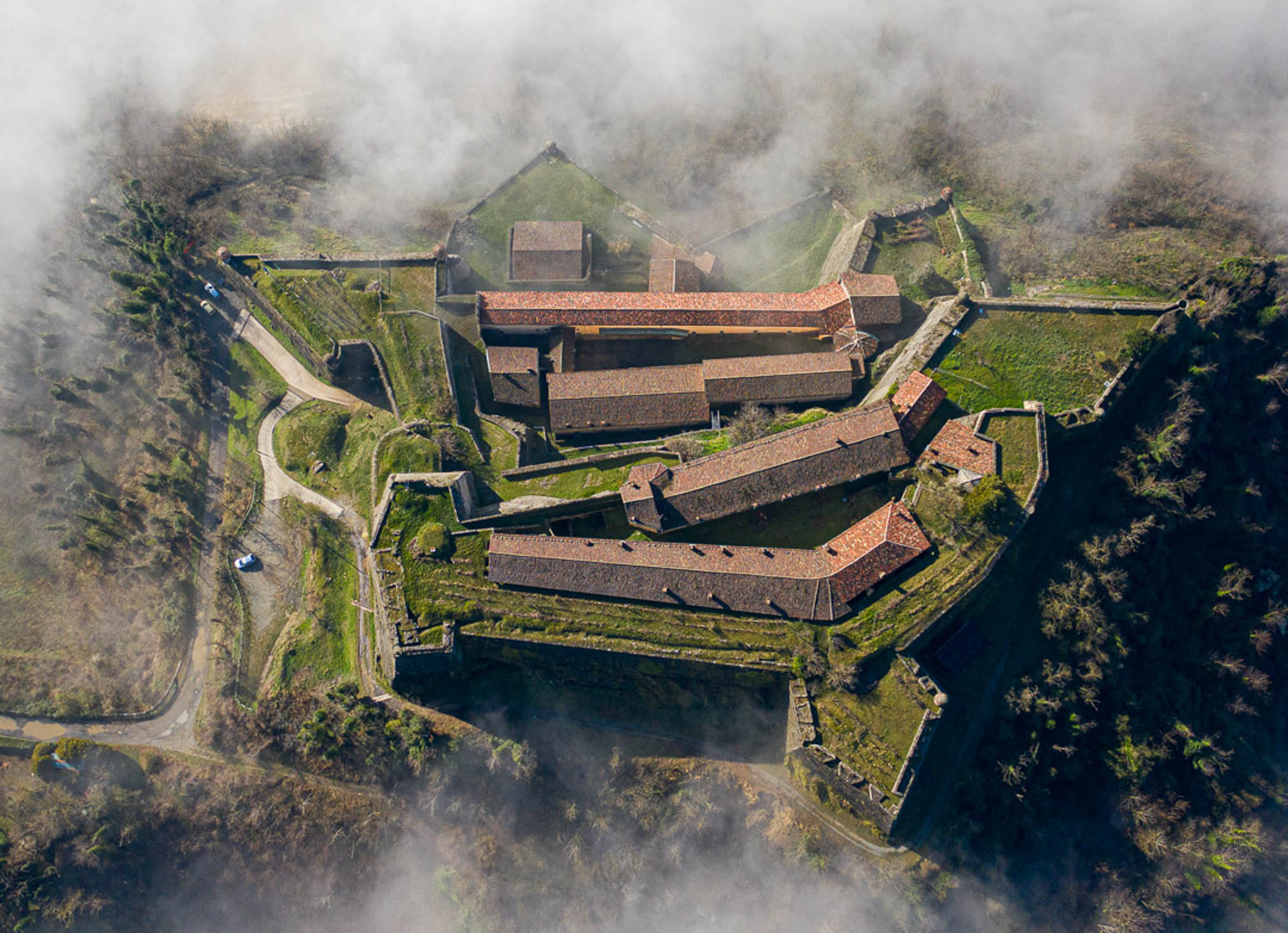
Il Forte di Gavi visto dall'alto, scatto da drone di Maurizio Ravera

La sconfitta di Napoleone e la conseguente cessione della Repubblica di Genova al Regno di Sardegna come conseguenza degli accordi del Congresso di Vienna, e la riorganizzazione del Regno d'Italia a seguito del Risorgimento, provocarono il successivo trasferimento amministrativo di Gavi, che venne aggregata alla Provincia di Alessandria (1859).
Il 7 giugno 2007 il suo territorio è stato ridotto di dimensione con la cessione al comune di Arquata Scrivia della frazione di Sottovalle, non raggiungibile direttamente dal capoluogo ma solo attraverso Carrosio o Arquata Scrivia.
Il monumento storico che più identifica la storia del paese è il Forte di Gavi, notevole esempio di architettura militare, costruito dai genovesi tra il 1540 e il 1673 sui resti di un castello preesistente, avvalendosi dell'opera dell'architetto militare Vincenzo Maculani (detto fra' Fiorenzuola). Questa fortezza è il più importante avamposto difensivo medioevale di tutto il Basso Piemonte.

### Simboli

Stemma del Comune di Gavi

Lo stemma del comune di Gavi è stato riconosciuto con decreto del capo del governo del 7 aprile 1933.
Il gonfalone è un drappo di bianco.

## Monumenti e luoghi d'interesse

### Architetture civili

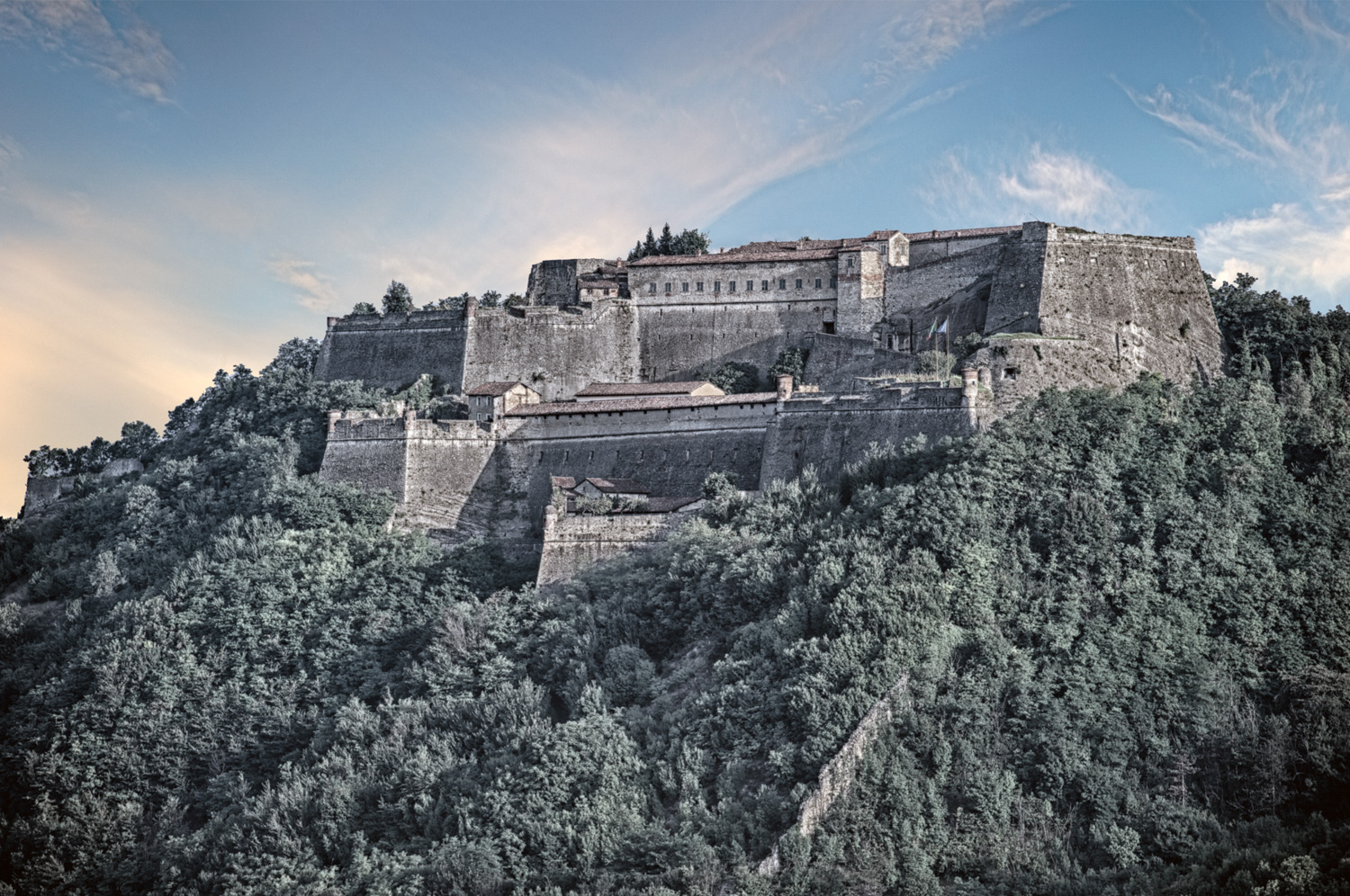
La fortezza di Gavi come si presenta oggi

#### Forte di Gavi
Storica fortezza di tipo prettamente difensivo costruita dai genovesi su un preesistente castello di origine medioevale. È di proprietà demaniale ed è adibito a struttura museale.

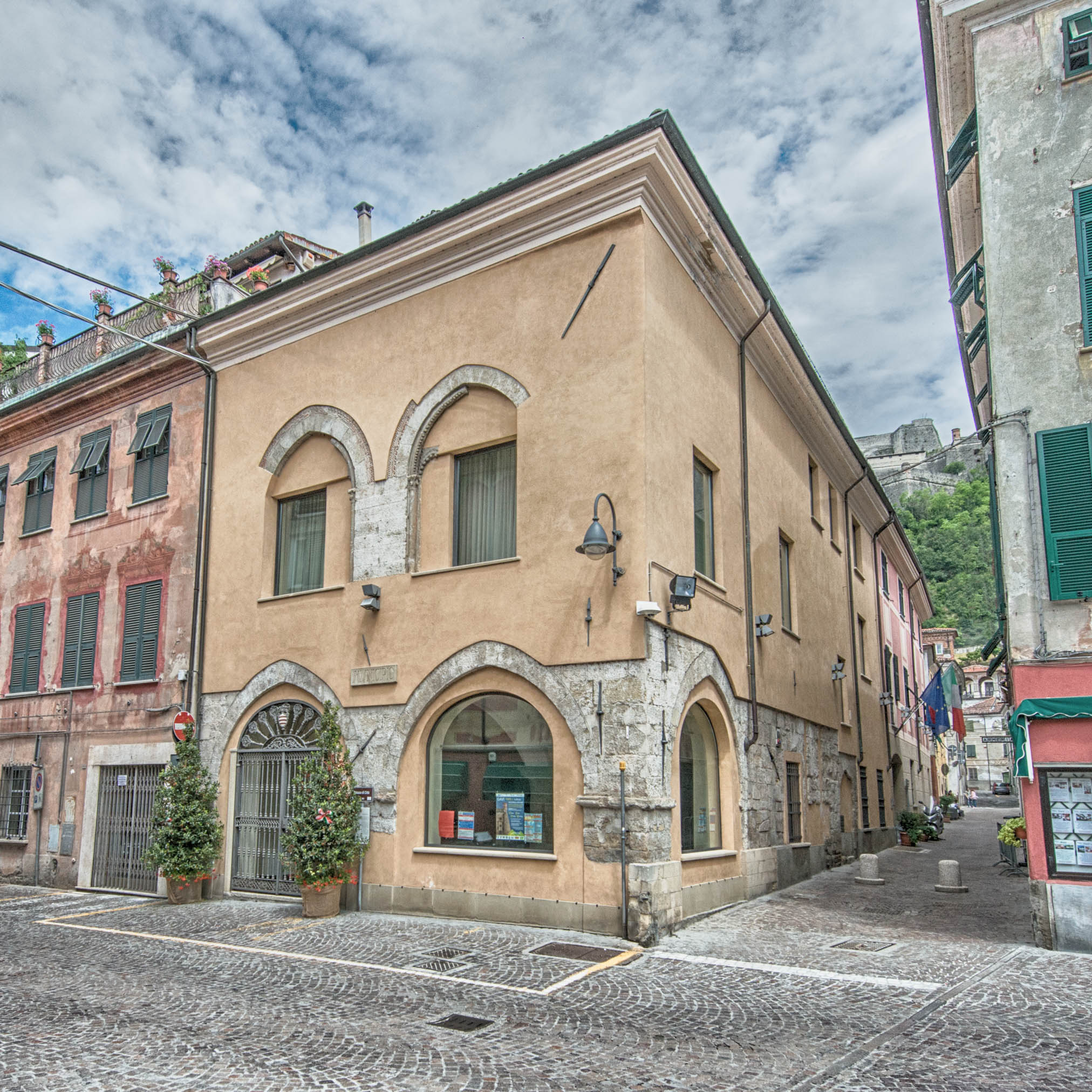
Palazzo municipale di Gavi

#### Palazzo municipale
Sulla sinistra della Chiesa sorge il palazzo municipale, in cui risiedevano ab antiquo i Consoli e il Podestà, che amministravano la cosa del Comune. Non si sa nulla della sua data di fabbricazione, e certamente attraverso i secoli subì numerosi rimaneggiamenti. Esiste ancora nel portico lo stemma comunale (scudo a tre fasce) che era impresso anche sulle tre porte del Borgo: Pedaggio, Borgonuovo e Chiappa. Nell'anno 1589 fu rifabbricata, ridotta e restaurata la sala Consiliare. Infatti, nel 1853 mentre si praticava una nicchia per collocarvi il busto del cittadino benemerito avv. Gaetano Romano (fondatore della scuola gratuita cui destinò l'intero suo patrimonio di 50 000 lire, scuola ancora esistente in cui hanno sede le Elementari); si rinvenne una pietra di cava del paese che accennava appunto ai lavori del 1589.

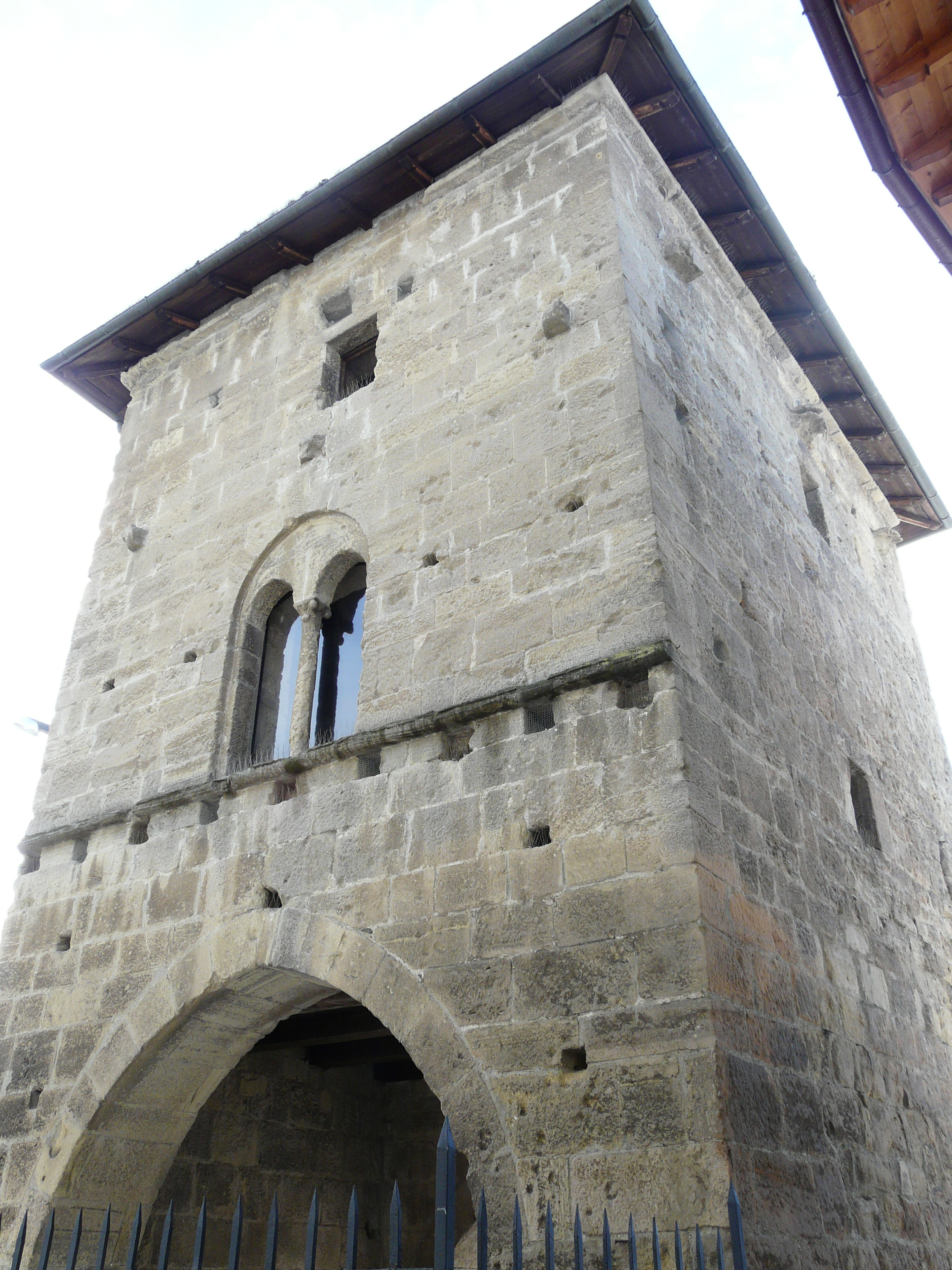
Il portino

#### Il Portino
Gavi era un tempo completamente cinta da mura, oggi smantellate tranne per alcuni tratti ancora visibili che scendono dal Forte e che dalla cappella della Madonna della Guardia in Borgonuovo costeggiano la città verso occidente. Dell'antico sistema difensivo non resta oggi che il Portino, unica porta superstite di quelle che permettevano l'ingresso nella città. L'epoca di edificazione è incerta, ma comunque inquadrabile intorno al secolo XIII. Il materiale con cui è costruito è pietra calcarea, a differenza della più diffusa arenaria negli edifici di Gavi.

#### Casa di Angelo Francesco Lavagnino
Fuori dal centro storico, sulla via che conduce a Carrosio è situata la casa del compositore Angelo Francesco Lavagnino, che spicca per la presenza sulla facciata di stemmi e bassorilievi medievali.

### Architetture religiose

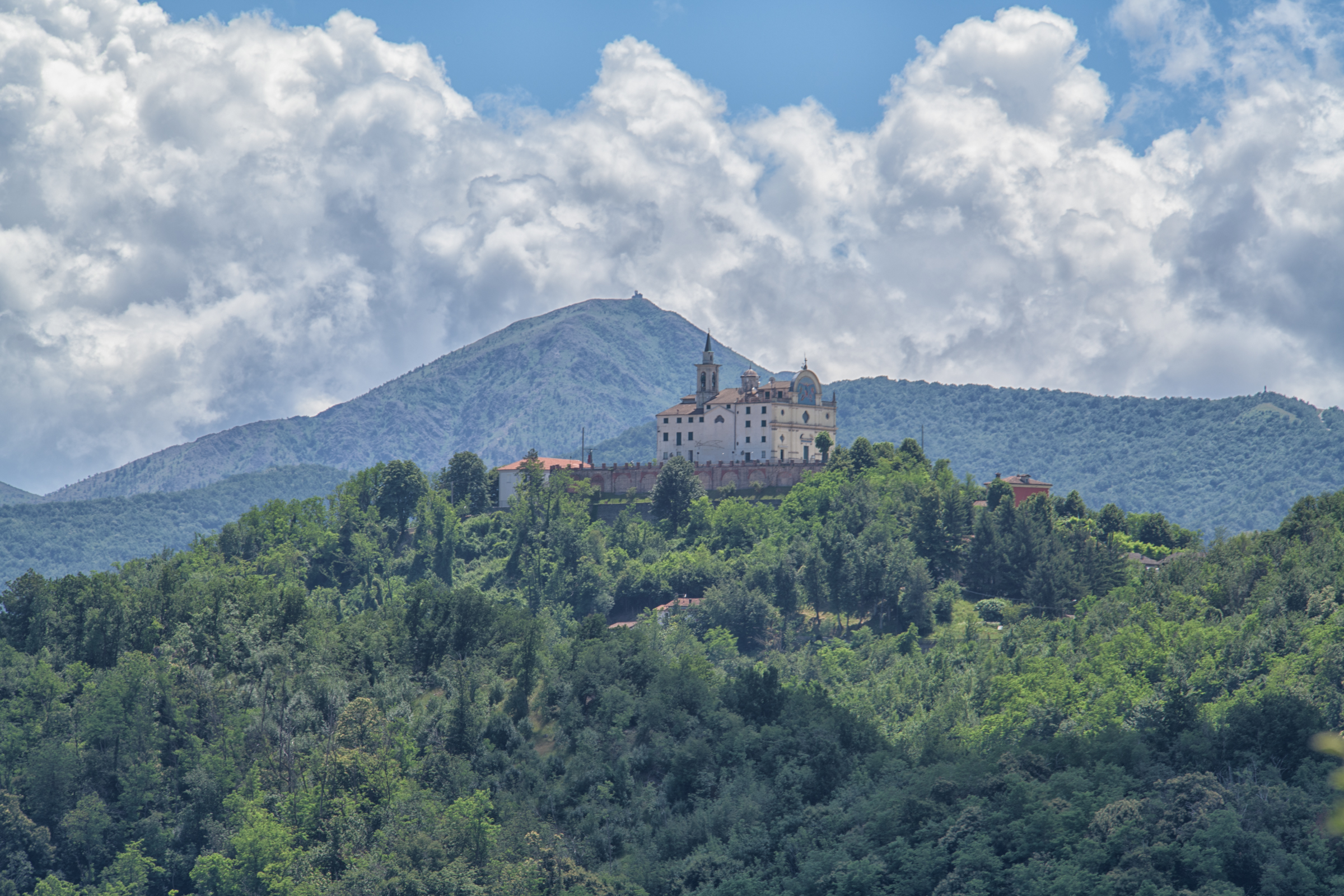
Santuario di Nostra Signora della Guardia di Gavi

#### Santuario di Nostra Signora della Guardia
Il Santuario di Nostra Signora della Guardia, a croce greca, fu costruito dalla popolazione del luogo nel 1861, su un'altura che domina la zona. Conserva al suo interno la bella statua lignea di Nostra Signora della Guardia, costruita nel 1746, ex voto di un gaviese, Giacomo Bertelli, che aveva avuto l'abitazione miracolosamente risparmiata dai bombardamenti, durante l'assedio austro-piemontese.

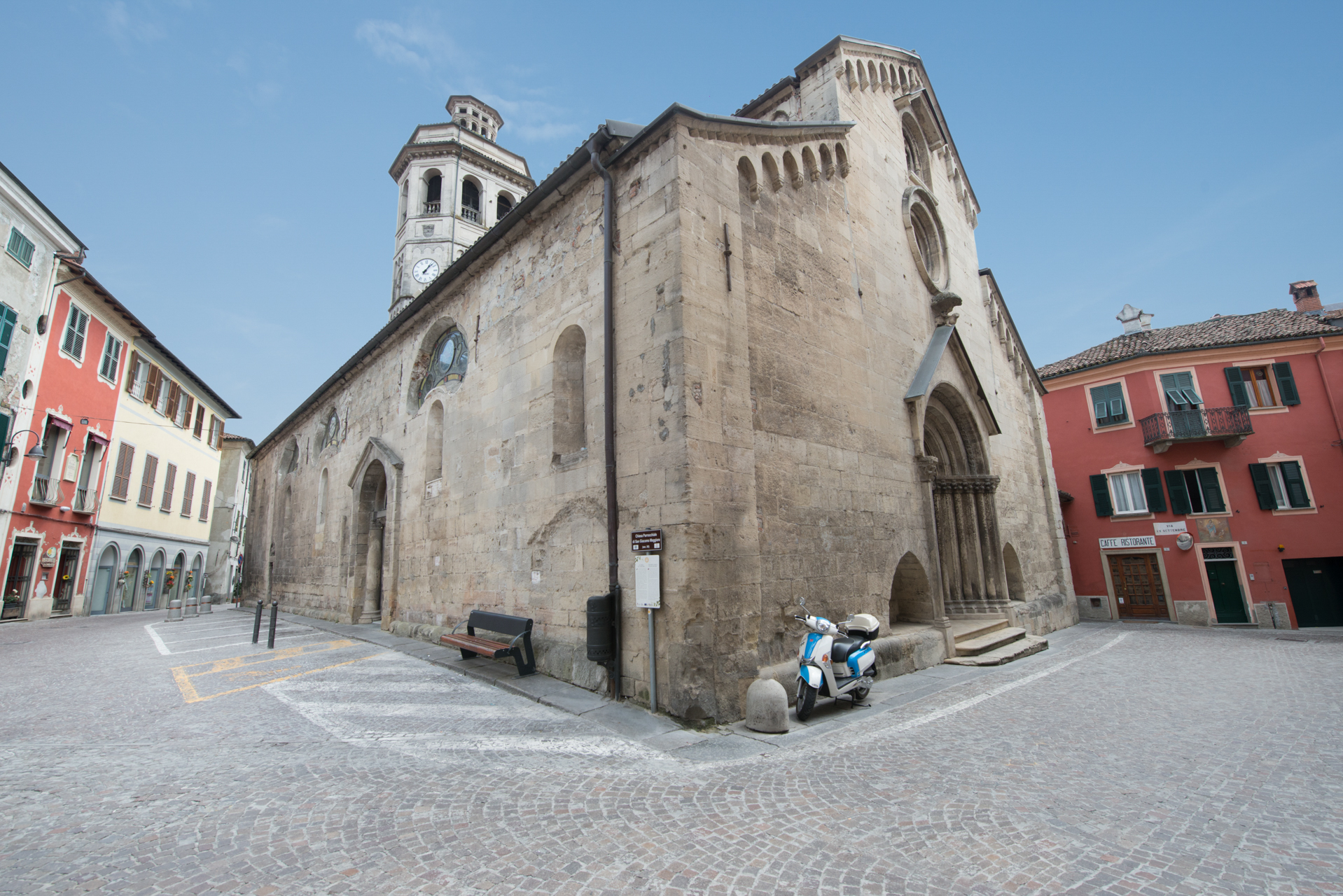
Parrocchia di San Giacomo Maggiore Gavi

#### Chiesa di San Giacomo Maggiore

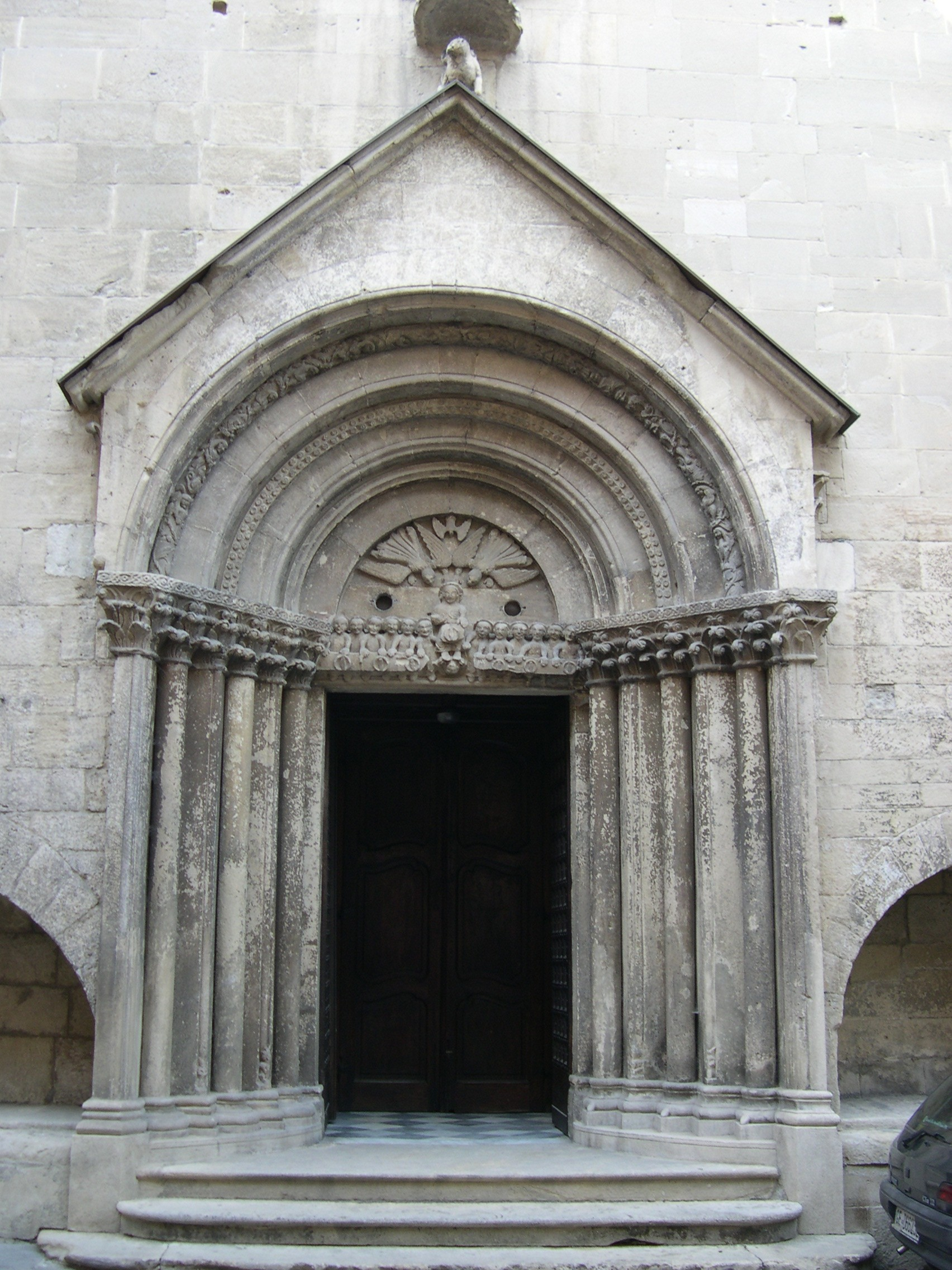
San Giacomo Maggiore, portale

Chiesa parrocchiale, appartenente all'Arcidiocesi di Genova, costruita in stile romanico con pietre di arenaria tratte da una cava nei pressi del forte. Viene citata per la prima volta nelle cronache il 15 agosto 1172, quando i consoli di Alessandria vi giurarono fedeltà ai marchesi di Gavi. È stata rimaneggiata nel '600 e nel '700; ulteriori restauri furono condotti nel XX secolo. La chiesa è sovrastata da un tiburio che funge da campanile. L'impianto è di tipo basilicale a tre navate, con la centrale elevata sulle altre, ripartite internamente da colonne. La facciata è ornata da una serie di archetti ciechi, ed è movimentata al centro da un imponente portale strombato, sormontato da un rosone e da una bifora. Nella lunetta dell'architrave è rappresentata l'Ultima Cena.

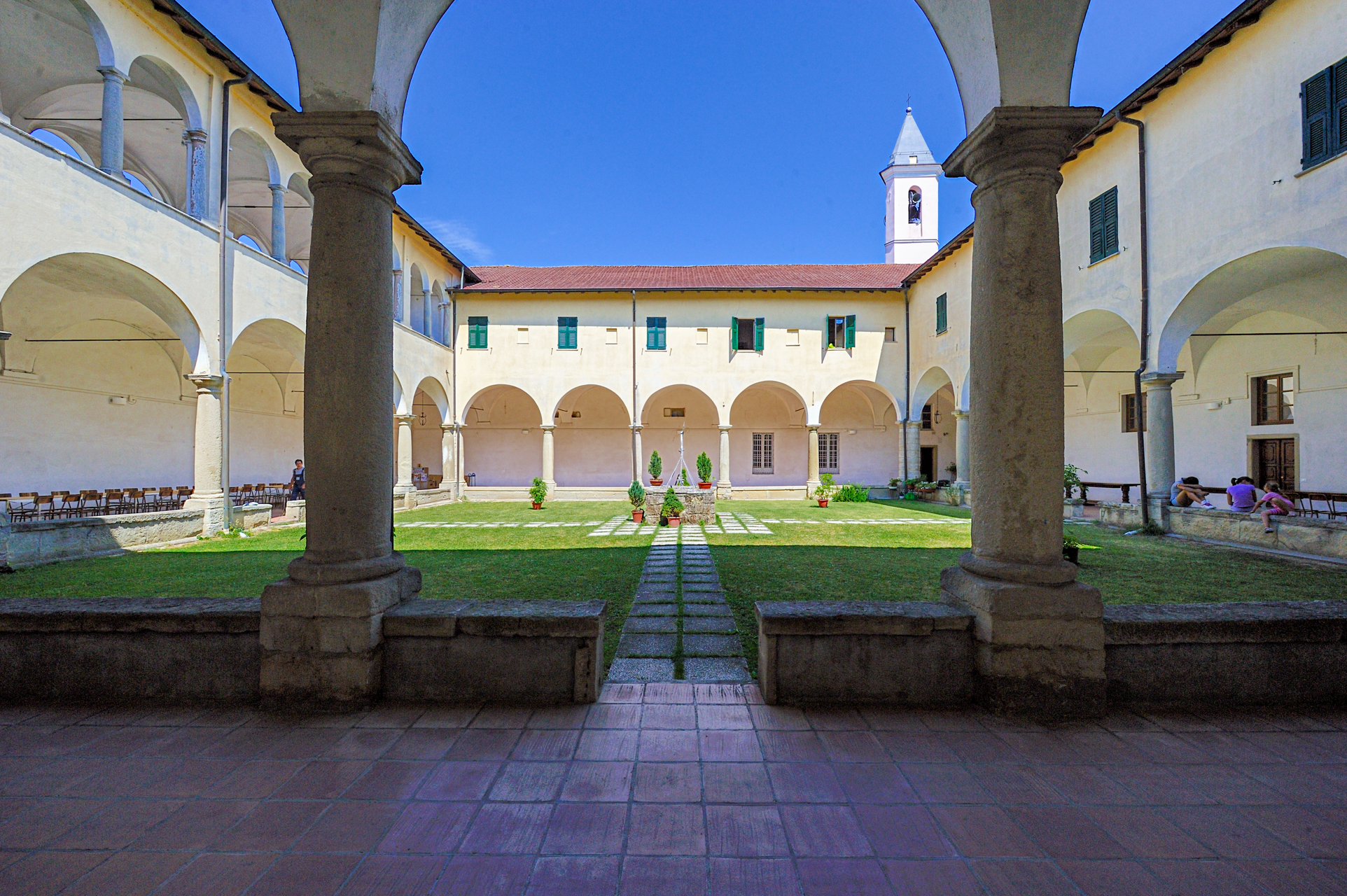
Convento di Nostra Signora delle Grazie

#### Convento di Nostra Signora delle Grazie della Valle
Il convento francescano di Valle, situato fuori porta, costruito nel XVIII secolo su un preesistente ospizio per i pellegrini dedicato a san Bernardino, conserva la statua del santo e un dipinto della Vergine risalenti al XV secolo, un gruppo ligneo rappresentante L'estasi di san Francesco e una statua marmorea di San Bovo del 1702. All'interno sono visitabili la sacrestia con mobili settecenteschi e il chiostro con logge al primo piano.

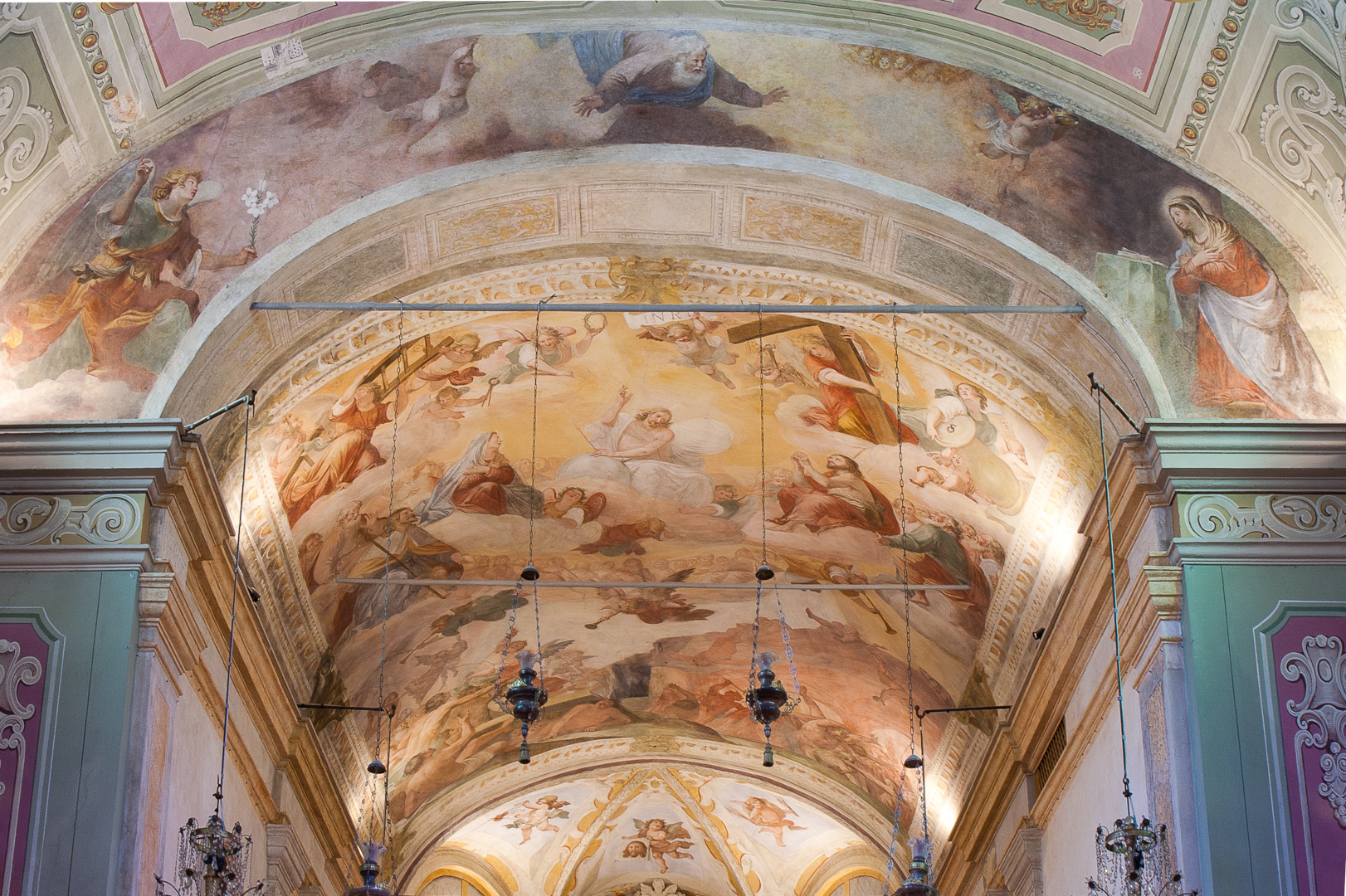
Il Giudizio Universale dipinto in origine da G. B. Carlone.

#### Oratorio dei Santi Giacomo e Filippo (Bianchi)
È il più antico degli oratori. I capitoli della sua confraternita, composti nel 1723 e approvati nel 1736, affermano essere la confraternita antichissima per tradizione. Istituita circa 400 anni prima dei capitoli, risale al 1200, all'epoca in cui erano attive in tutta Italia le processioni dei Flagellanti e dei Disciplinati. Di queste una passò in quell'anno a Gavi tramite Voltaggio e Genova.
La chiesetta dell'Oratorio ha una sola e ampia navata. Nel 1595 il celebre pittore G. Agostino Ridolfi, come attesta ancora un'iscrizione in fondo alla chiesa, vi affrescò tutt'intorno la Passione di Gesù Cristo.
Nel 1825 la Confraternita viene aggregata alla Arciconfraternita di Morte e Orazione di Roma con l'incarico di seppellire gratuitamente i morti poveri, indossando la cappa nera; conservando l'uso della cappa bianca per le funzioni ordinarie. Questa Confraternita aveva anche in comune con la Confraternita dei Rossi, sorta più tardi, il Monte del grano per anticipare la semente ai contadini. Aveva inoltre accanto un Ospedale, "non ricco ma sufficiente per i poveri del Comune".

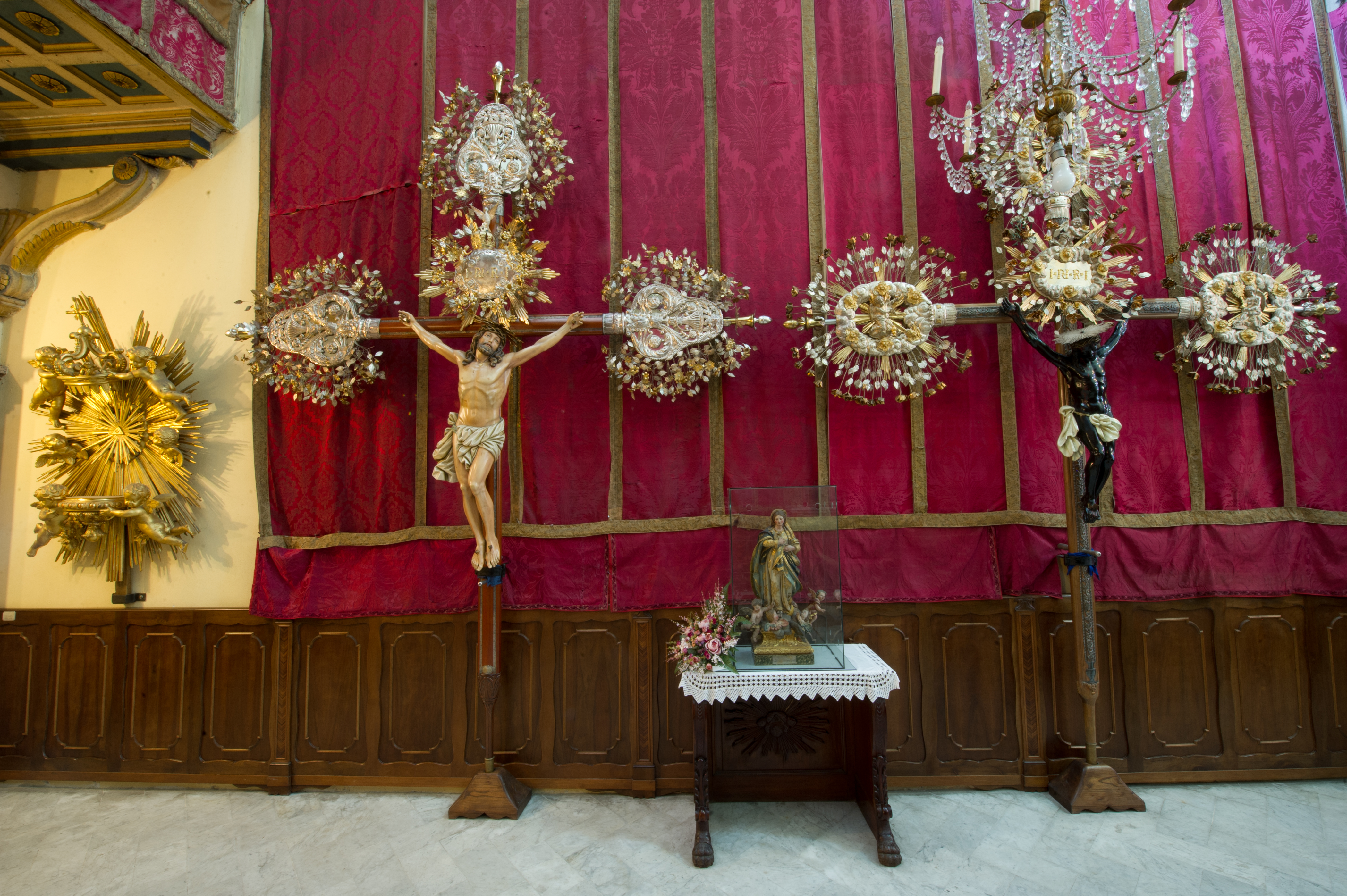
Oratorio di Nostra Signora dell'Assunta di Gavi

#### Oratorio di Nostra Signora dell'Assunta (Turchini)
Chiesa ad una sola navata che risale al 1575 le cui mura e volte portano affreschi in buono stile. L'oratorio è ricco di arazzi e paramenti preziosi: possiede pure alcuni tabarini per cappe pregevolissimi. Inoltre, nella chiesa è contenuta una statua in legno dell'Assunta, opera del gaviese Bartolomeo Carrega, discepolo del Montecucco.
La Confraternita aveva come Istituto di Carità il Monte di Pietà per il prestito senza interesse su semplice pegno, che risaliva a tempi antichissimi.
Le cappe utilizzate per le funzioni ordinarie sono di color turchino.

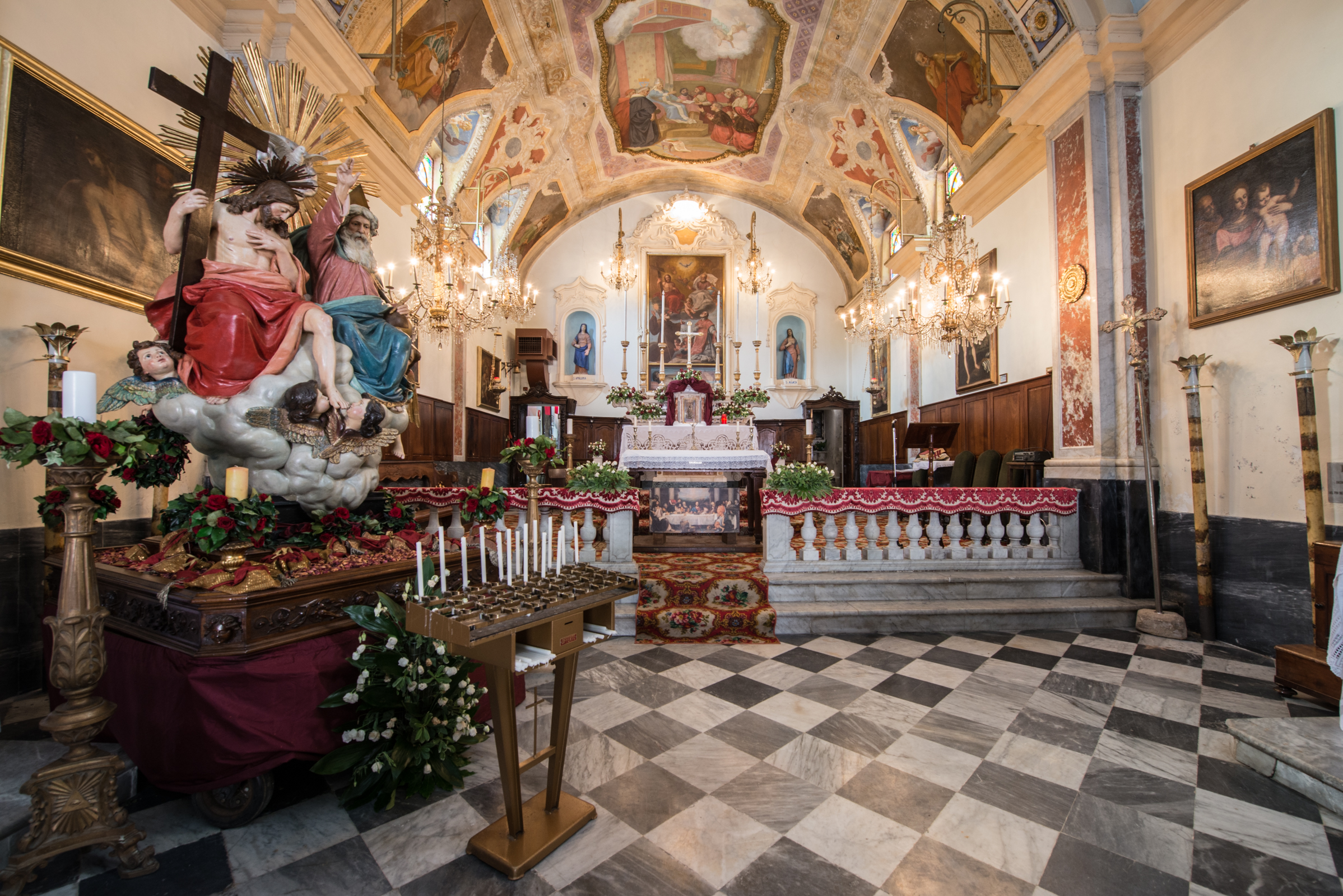
Interno dell'Oratorio dei Rossi in Gavi

#### Oratorio della Santissima Trinità (Rossi)
Le prime notizie su questa Confraternita sono del 1601: in quell'anno quattordici terziari dell'Ordine dei Minimi di San Francesco da Paola chiesero all'arcivescovo di Genova di poter fondare una confraternita dedicata alla Trinità. Nel 1609 venne aggregata all'Arciconfraternita di Roma, sebbene non ne abbia goduto i benefici che tra il 1691 ed il 1723. Verso il 1600 Marco Elia Fossati fondò la Cappella e l'attuale chiesa venne edificata in sostituzione di quella.
Nella chiesa dei Rossi esistono una bella tela di Sant'Agostino nonché una statua in legno che rappresenta la Santissima Trinità, opera dello scultore gaviese Norberto Montecucco.
La Confraternita si occupava del Monte del grano, che aveva per anticipare la semente ai contadini, in comune con la Confraternita dei Bianchi: inoltre, ospitò la statua di Nostra Signora della Guardia durante la costruzione del Santuario.

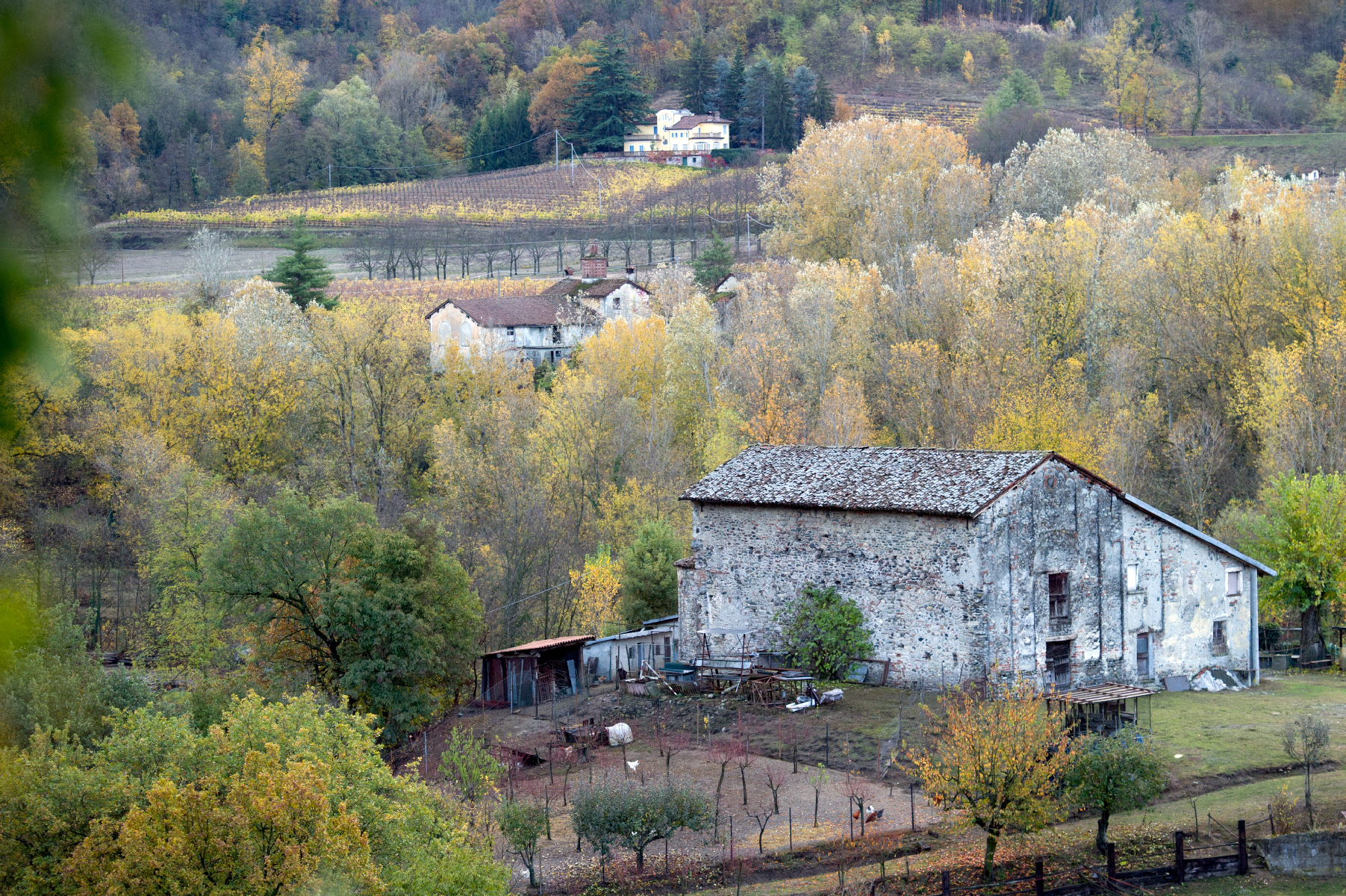
La Pieve di Santa Maria di Lemoris

#### La Pieve di Santa Maria di Lemoris o di Lemme
Situata sulla strada per San Cristoforo, era l'antica chiesa principale, costruita prima del 1000 forse sui resti di un preesistente tempio longobardo-bizantino, su una roccia sporgente sul Lemme, a strapiombo sull'ampia ansa creata dal fiume. Da tempo sconsacrata e abbandonata, nel sito rimangono i resti della facciata e della campata centrale con l'abside (originariamente era a tre navate). Sostituita in seguito dalla parrocchiale di San Giacomo.
Rimangono tracce di affreschi con una lacunosa Madonna con Bambino e un San Pietro, presumibilmente risalenti al XII-XIII secolo.

## Società

### Evoluzione demografica
Abitanti censiti

Nota: I dati includono la frazione di Sottovalle che dal 2007 appartiene al comune di Arquata Scrivia.

## Cultura

### Gavi nella letteratura
- L'importanza di Gavi in epoca medioevale viene sottolineata nel libro Baudolino di Umberto Eco, dove la città viene citata sia per la sua posizione di frontiera con la Liguria sia per il suo vino.

## Economia
Località di villeggiatura estiva, fonda la sua economia sul turismo e sul commercio locale.
Per la qualità della sua accoglienza turistica, è stato insignito della Bandiera Arancione del Touring Club Italiano.
Importante l'attività agricola della coltivazione della vite e produzione del vino; Gavi è infatti uno dei luoghi di produzione del vino omonimo, DOCG.

## Amministrazione
Di seguito è presentata una tabella relativa alle amministrazioni che si sono succedute in questo comune.
| Periodo           | Periodo           | Primo cittadino          | Partito                     | Carica                  | Note   |
| ----------------- | ----------------- | ------------------------ | --------------------------- | ----------------------- | ------ |
| 12 giugno 1985    | 27 maggio 1990    | Alessandro Candia        | Democrazia Cristiana        | Sindaco                 | [ 19 ] |
| 27 maggio 1990    | 5 maggio 1992     | Alessandro Candia        | Democrazia Cristiana        | Sindaco                 | [ 19 ] |
| 21 giugno 1992    | 24 aprile 1995    | Enrico Ruzza             | indipendente                | Sindaco                 | [ 19 ] |
| 24 aprile 1995    | 14 giugno 1999    | Nicoletta Rachele Albano | centro-sinistra             | Sindaco                 | [ 19 ] |
| 14 giugno 1999    | 15 ottobre 2000   | Nicoletta Rachele Albano | lista civica                | Sindaco                 | [ 19 ] |
| 27 maggio 2001    | 30 maggio 2006    | Francesco Repetto        | lista civica                | Sindaco                 | [ 19 ] |
| 30 maggio 2006    | 16 maggio 2011    | Nicoletta Rachele Albano | lista civica                | Sindaco                 | [ 19 ] |
| 16 maggio 2011    | 5 giugno 2016     | Nicoletta Rachele Albano | lista civica Gavi nel cuore | Sindaco                 | [ 19 ] |
| 5 giugno 2016     | 28 gennaio 2020   | Rita Semino              | lista civica Gavi nel cuore | Sindaco                 | [ 19 ] |
| 28 gennaio 2020   | 24 settembre 2020 | Maria Clara Callegari    | -                           | Commissario prefettizio | [ 19 ] |
| 24 settembre 2020 | in carica         | Carlo Massa              | lista civica SìAmo Gavi     | Sindaco                 | [ 19 ] |

## Sport
La principale squadra calcistica della cittadina è la  Gaviese dai colori sociali bianco-granata.

## Galleria d'immagini

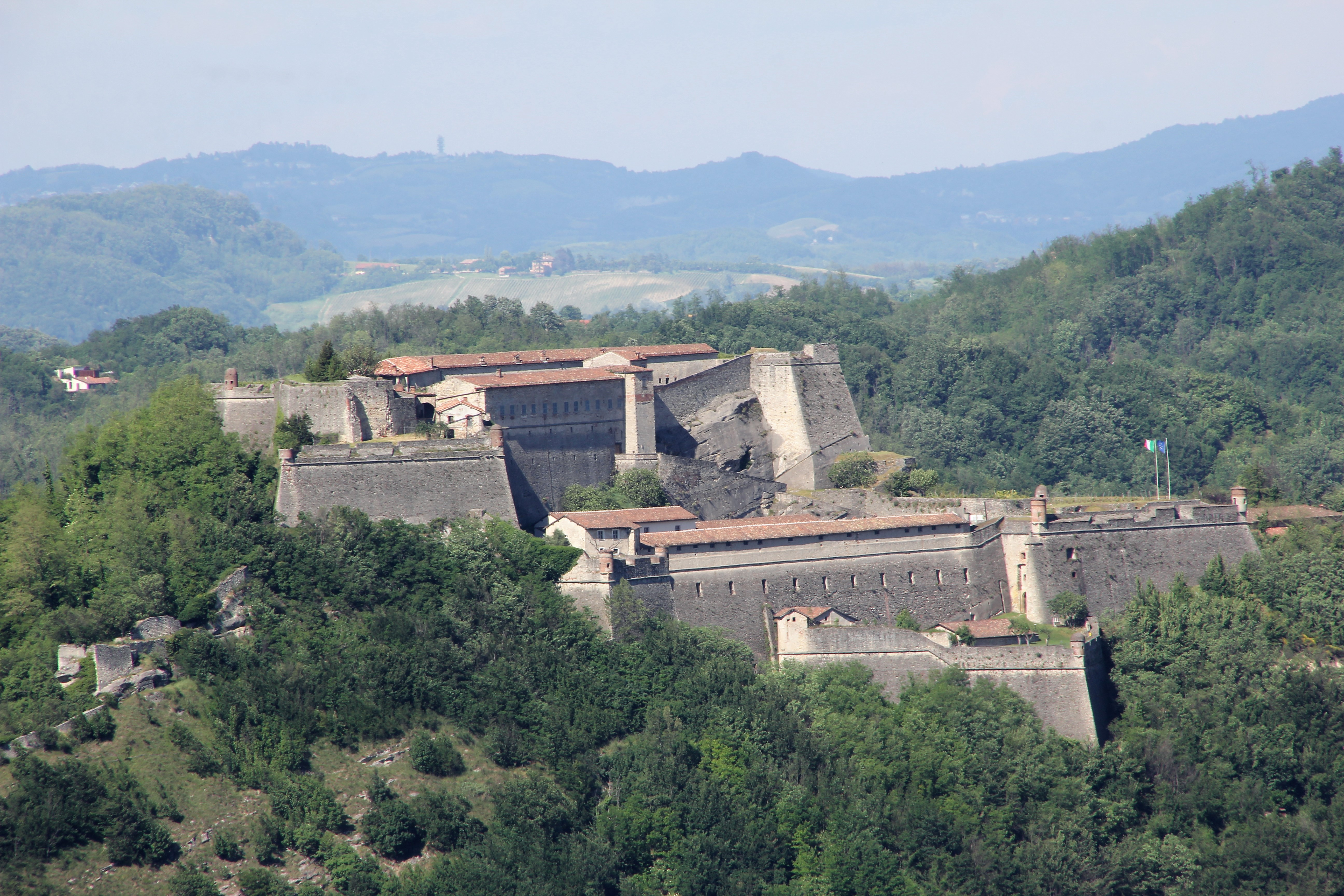
Il forte di Gavi
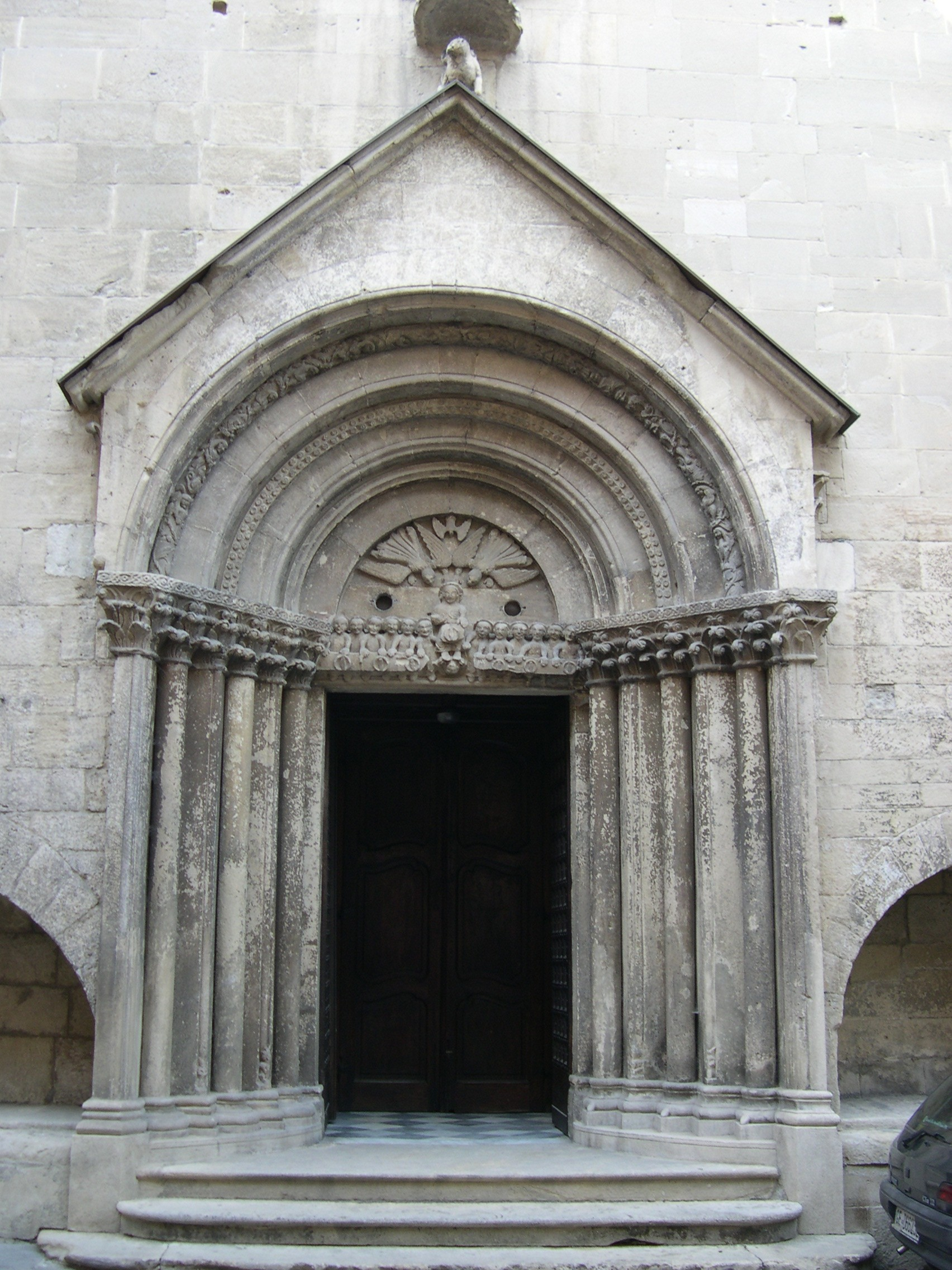
San Giacomo Maggiore
Processione della Confraternita dei Turchini
A.M. Maragliano (1664-1741) Cassa dell'Assunta. Confraternita dei Turchini
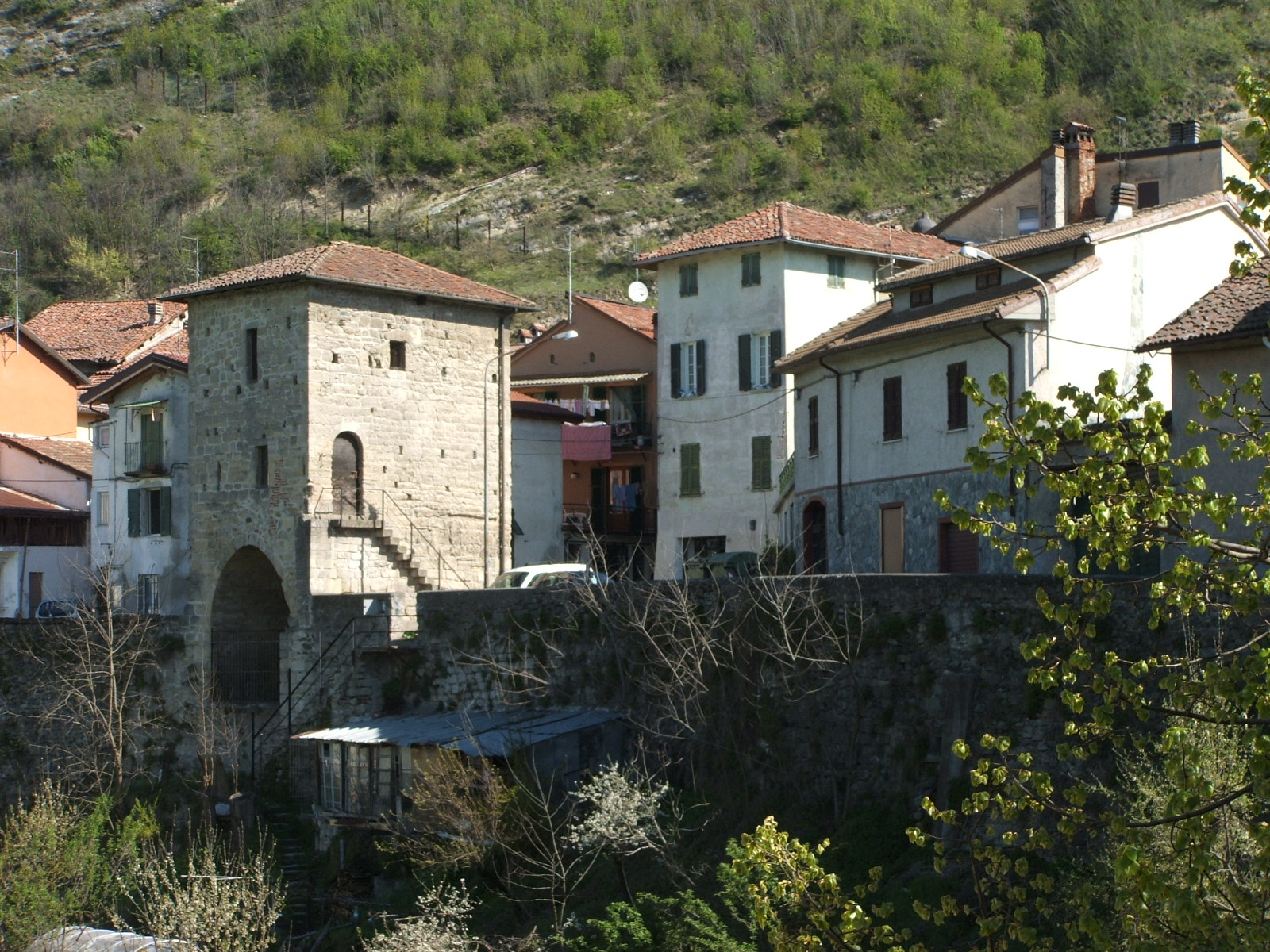
Il Portino